# Paul-Émile Corbeil
Paul-Émile Corbeil (* 5. Oktober 1908 in Montreal; † 10. Januar 1965 ebenda) war ein kanadischer Sänger (Bass) und Gesangspädagoge, Rundfunkproduzent und Schauspieler.

## Leben
Corbeil studierte Gesang bei Salvator Issaurel und erhielt in dieser Zeit mehrere Auszeichnungen des Delphic Study Club. 1928 sang er in Henri Miros Vox populi im Delorimier stadium, und 1929 debütierte er als Opernsänger in Jules Massenets Hédrodiade am St-Denis Theatre. Von 1932 bis 1934 trat er mit dem Quartett Les Grenadiers impériaux (mit François Brunet, Gaston Nolin und Albert Viau) in Kanada und den USA (dort u. a. in zwei von Wilfrid Pelletier organisierten Konzerten an der Metropolitan Opera) auf.
1935 wurde Corbeil in Montreal Chefproduzent der Rundfunkstation CRBC, 1937 Direktor der Station CJBR in Rimouski und 1941 wiederum in Montreal künstlerischer Leiter der Station CKAC. 1941 trat er an der Metropolitan Opera in Nebenrollen in den Opern Mignon, La Bohème und Madama Butterfly auf. 
Angeregt von den Gedichten Jean Narraches, präsentierte er von 1941 bis 1949 als Storyteller die Sendereihe Le Vagabond qui chante bei CKAC. Von 1948 bis 1955 spielte er die Titelrolle in der Serie L'Oncle Paul. Außerdem produzierte er von 1941 bis 1953 das Programm  'Les Joyeux Troubadour für den Rundfunk der CBC. 1962 nahm er drei LPs mit Gedichten Narraches auf. Als Gesangspädagoge unterrichtete er neben seinem Sohn Claude Corbeil u. a. Jean-Pierre Comeau, Dolorès Drolet, Guylaine Guy und Lise Roy.